# 三維空間
三维空间，又叫三次元，日常生活中可指由長、宽、高三个维所構成的空間，而且常常是指三维的欧几里得空间。在历史上很长的一段时期中，三维空间被认为是我们生存的空间的数学模型。当时的物理学家认为空间是平坦的。20世纪以来，非欧几何的发现使得实际空间的性质有了其它的可能性。而相对论的诞生以及相应的数学描述：闵可夫斯基时空将时间和空间整体地作为四维的连续统一体进行看待。弦理论问世以后，用三维空间来描述现实中的宇宙已经不再足够，而需要用到更高维的数学模型，例如十维的空间。

### 球面和球

A perspective projection of a sphere onto two dimensions